# Karin Hermes
Karin Hermes (* 1966 in Zürich) ist Choreografin, Tänzerin, Tanzpädagogin und Spezialistin für Tanznotation (Kinetographie Laban).

## Leben und Wirken
Karin Hermes wurde an der Ballettakademie Zürich und an der School of American Ballet in New York City zur Bühnentänzerin ausgebildet. Nach anschließenden Engagements u. a. am Schauspielhaus Zürich und dem Staatstheater Stuttgart absolvierte sie ein Studium der Tanzpädagogik am Institut für Bühnentanz der Musikhochschule Köln. Mit einem Stipendium studierte sie am Pariser Konservatorium Bewegungsanalyse und Bewegungsnotation nach dem System Laban. Hier erhielt 1998 sie den ersten Preis im Schwerpunkt Rekonstruktion für ihren „Cycle de perfectionnement“. Von 2004 bis 2007 war Hermes künstlerische Leiterin des atempo repertory dance ensemble und von 2005 bis 2008 Gastkünstlerin am Centre National de la danse Pantin/Paris.  Als Ballettmeisterin war sie für das Atelier d’Envol tätig und spezialisierte sich auf die Einstudierung und Bearbeitung von notierten Tanzwerken aus dem 20. Jahrhundert.
Sie gründete im Jahr 2007 hermesdance in Bern. Mit diesem professionellen Ensemble absolviert sie international Tourneen und realisierte u. a. Coproduktionen mit dem Centre National de la danse Pantin/Paris und dem Zentrum Paul Klee in Bern. 2009 und 2017 erhielt sie vom Kanton Bern Werkbeiträge für ihre Choreografien „In der grünen Ecke des Kreises“ und „human rights“. Von 2011 bis 2015 übernahm sie die Leitung des Research Panel des International Council of Kinetographie Laban.
Derzeit ist sie Lehrbeauftragte für Tanzvermittlung an der Hochschule der Künste Bern und leitet seit 2021 die Vermittlung bei Bern Ballett der Bühnen Bern.
Hermes wirkte als Gastdozentin und Gastkünstlerin an Hochschulen und Theatern in Deutschland, Paris, Lyon, The Place und Trinity Laban London und Israel.
Neben der Choreografie zahlreicher Tanztheaterproduktionen rekonstruiert sie historische Produktionen und forscht an Re-Interpretationsprozessen historischer Werke. Außerdem realisierte sie mehrere Tanzfilmdokumentationen und notierte Choreografien u. a. von François Malkovsky, Lucinda Childs und Ether Winter und setzte sich mit Werken u. a. von Yvonne Rainer Anna Sokolow, Helen Tamiris und Lester Horton auseinander.
Die von ihr in Zusammenarbeit mit Anna Markard für das Junior Ballet Lyon rekonstruierte Choreografie „Big City“ von Kurt Jooss aus dem Jahr 1932 wurde vom WDR aufgezeichnet. Die  Arbeit Betwixed and Between – Dialog with „Rooms“ by Anna Sokolow wurde für die Arte-Produktion „Dance-Rebells“ 2009 aufgezeichnet.

## Auszeichnungen
- 2016: Schweizer Tanzpreis, Kulturerbe Tanz, ausgezeichnet für das Projekt Sigurd Leeder[2]
- 2017: Kulturvermittlungspreis des Kantons Bern[5]
- 2020: Schweizer Tanzpreis, Kulturerbe Tanz, ausgezeichnet für das Projekt Die Rote Kapelle[6]

## Choreografien (Auswahl)
- Floating Bodies, studies on the Paintings by Vladimir Bezuglov, Tiengen, 1994
- In der grünen Ecke des Kreises, Coproduktion mit dem Zentrum Paul Klee, für 3 Tänzer, 2 Schauspieler und  Klavier, Bern, 2007
- Carmina Burana, Choreografie mit 200 Sängern, 7 Musikern, 3 Tänzern, 15 Teenies (Junges Ensemble), 25 Kindern (Bühnentiger), Kultur Casino Bern, Innenhof Generationenhaus, Co-Operation mit der Burgergemeinde, Bern, 2014
- Betwixt and Between – Dialog mit Rooms by Anna Sokolow, Coproduktion mit dem Centre National de la Danse, für 7 Tänzer und 3 Musiker, Paris und Bern, 2008
- Flügel an Flügel (Wing to Wing), Teil 2 der Trilogie von „Betwixt and Between – Dialog between the I and the You“, Coproduction mit Dampfzentrale Bern, für 2 Tänzer und 1 Musiker, Bern, 2008
- Hic salta!, 5 Versuche zum Umgang mit dem Anderen, Teil 3 der Trilogie von  „Betwixt and Between – Dialog between the I and the You“, für 5 Tänzer, 1 Schauspieler, 2 Musiker, Komposition von Daniel Glaus, Bern, 2010
- Pigeons et Palmiers, Tanz-Performance über Menschenrechte, 2 Tänzer, 1 Musiker, Heitere Fahne, Bern, 2018

## Filme (Auswahl)
- „Die Schweiz bewegt,“ 100 Jahre Tanzschaffen Schweiz, Kurzfilm, beauftragt vom Bundesamt für Kultur, in  Cooperation mit pkproductions, Bern, 2013[7]
- Sigurd Leeder – Der übervolle Eimer, Work-in-progress Film-Choreograpfie, Aufnahmen der Ausstellung „Sigurd Leeder – Spuren des Tanzes“, Museum für Gestaltung Zürich, Toni Areal Zürich, 2017. Kunstmuseum Appenzell, 2017–2018